# Unitatis Redintegratio
Unitatis Redintegratio is een decreet van het Tweede Vaticaans Concilie (1964) over de deelname van de Katholieke Kerk aan de oecumenische beweging.

## Houding ten opzichte van oecumene
Dit decreet handelt over de houding van de Katholieke Kerk ten opzichte van de oecumene. De 'kerken en kerkelijke gemeenschappen die van de Apostolische Stoel van Rome zijn afgescheiden' worden in het decreet meermalen 'onze gescheiden broeders' genaamd. Het document waarschuwt ook voor het irenisme.

## Documentstructuur
Het document bestaat uit drie hoofdstukken, waarvan het eerste hoofdstuk gaat over 'de katholieke beginselen over deelneming aan de oecumenische beweging', het tweede hoofdstuk gaat over 'de praktijk van de oecumenische beweging' en het derde hoofdstuk richt zich specifiek tot 'de kerken en kerkelijke gemeenschappen die van de Apostolische Stoel van Rome zijn afgescheiden'. Twee groepen worden in dit hoofdstuk apart behandeld. Hiervan is de eerste groep de nu als Oosters-orthodoxe Kerk bekendstaande kerkelijke stroming. De tweede groep is te beschrijven als de kerkgenootschappen van de reformatie.